# Siły Powietrzne Republiki Białorusi
Siły Powietrzne Republiki Białorusi – część Sił Zbrojnych RB składająca się z Sił Powietrznych i Wojsk Obrony Przeciwlotniczej.

## Historia
Siły Powietrzne RB wywodzą się z 26. Armii Lotniczej Radzieckich Sił Powietrznych. Powstały w 1992 roku.
W grudniu 2012 roku zamówiono cztery szkolono-bojowe samoloty Jak-130, dostarczono je w kwietniu 2015. Maszyny zastępują samoloty Aero L-39 Albatros. W 2015 roku podpisano umowę na kolejne cztery egzemplarze. Dostarczono je w listopadzie 2016. W 2015 roku podczas salonu przemysłowo-wojskowego Armia-2015 Białoruś zamówiła 12 maszyn Mi-8MTW-5. W listopadzie 2016 roku odebrano pierwsze 6 egzemplarzy. Dostawa kolejnych sześciu planowana jest na połowę roku 2017. W lutym 2016 roku Białoruś zawarła umowę o zakup 12 wielozadaniowych myśliwców Su-30SM. Planowane rozpoczęcie dostaw ma się rozpocząć od 2020 roku i mają zastąpić zużyte 30 letnią służbą samoloty MiG-29.

## Wyposażenie

### Obecne
| Samolot                     | Zdjęcie             | Producent           | Typ maszyny                | Wersja              | Liczba sztuk        | Uwagi |
| Samoloty myśliwskie         | Samoloty myśliwskie | Samoloty myśliwskie | Samoloty myśliwskie        | Samoloty myśliwskie | Samoloty myśliwskie | Samoloty myśliwskie |
| --------------------------- | ------------------- | ------------------- | -------------------------- | ------------------- | ------------------- | --- |
| MiG-29                      |                     | ZSRR                | Samolot myśliwski          | MiG-29BMMiG-29      | 619                 | W 2014 roku 8 MiGów-29 9.13 zostało ulepszonych do wersji MiG-29BM. W 2010 zderzyły się 2 samoloty MIG-29. Jeden powrócił na teren lotniska, drugi rozbił się w terenie niezabudowanym. W 2010 rozbił się MiG-29UB.W 2014 rozbił się kolejny MIG-29. W 2017 roku podczas startu zapalił się silnik samolotu MIG-29. Pilot zdołał się katapultować, jednak maszyna została utracona. 8 samolotów ma zostać sprzedanych do Serbii do 2018 roku. 4 maszyny dostarczono 23.04.2018. 10 maszyn wycofanych ze służby i przekształconych w pomniki. |
| Su-30                       |                     | Rosja               | Samolot wielozadaniowy     | Su-30SM             | 10/12               | Umowa podpisana w 2017. Pierwsze 2 samoloty dostarczone w listopadzie 2019. |
| Samoloty szturmowe          |                     |                     |                            |                     |                     | |
| Su-25                       |                     | ZSRR                | Samolot szturmowy          | Su-25               | 27                  | W 2012 roku rozbił się SU-25. Jego pilot zginął. W 2014 rozbił się kolejny SU-25. Pilot przeżył. W latach 2015–2016 sprzedano 9 maszyn do Iraku. 8 maszyn wycofanych ze służby zostało zainstalowane jako pomniki. |
| Samoloty transportowe       |                     |                     |                            |                     |                     | |
| An-26                       |                     | ZSRR                | Samolot transportowy       | An-26RT             | 2                   | |
| Ił-76                       |                     | ZSRR                | Samolot transportowy       | Ił-76MD             | 2                   | |
| Samoloty szkolno-treningowe |                     |                     |                            |                     |                     | |
| Jak-130                     |                     | Rosja               | samolot szkolno-bojowy     | Jak-130             | 11                  | |
| Aero L-39 Albatros          |                     | Czechosłowacja      | samolot szkolno-treningowy | L-39C               | 10                  | |
| Śmigłowce                   |                     |                     |                            |                     |                     | |
| Mi-24                       |                     | ZSRR                | Śmigłowiec szturmowy       | Mi-24 Mi-35         | 21 8/12             | W 2011 roku rozbił się MI-24. Zginęła trzyosobowa załoga. W 2016 roku rozbił się MI-24 P. Załoga przeżyła. |
| Mi-8                        |                     | ZSRR                | Śmigłowiec wielozadaniowy  | Mi-8                | 36                  | |

### Systemy Przeciwlotnicze
Źródło: The Military Balance 2025
| Zdjęcie | Platforma       | Producent   | Wersja         | Liczba baterii | Uwagi |
| ------- | --------------- | ----------- | -------------- | -------------- | --- |
|         | S-300P          | ZSRR/ Rosja | S-300PTS-300PS | 6048           | Rządy w Moskwie i Mińsku podpisały w lutym 2009 roku umowę o wspólnej obronie przestrzeni powietrznej Związku Białorusi i Rosji. Jego częścią są systemy S-300PS. |
|         | S-400 Triumf    | Rosja       |                | 16             | |
|         | 9K37 Buk        | ZSRR/ Rosja |                |                | |
|         | 9K331 Tor       | ZSRR        | TOR-M2ETOR-M2K | 214            | |
|         | 9K33 Osa        | ZSRR        |                |                | |
|         | 9K35 Strieła-10 | ZSRR        |                |                | |

### Wycofane
| Samolot | Zdjęcie | Producent | Typ                            | Wersja            | Liczba | Uwagi |
| ------- | ------- | --------- | ------------------------------ | ----------------- | ------ | --- |
| Su-27   |         | ZSRR      | Samolot myśliwski              | Su-27P Su-27UB    | 23 5   | 4 UB zmodernizowano do Su-27UBM1, jeden rozbił się w 2009 podczas Radom Air Show. 1 Su-27P utracono w 1996, 3 sprzedano w 1998 do Angoli, 1 w 2001 do Wielkiej Brytanii. Pozostałe wycofano w grudniu 2012. |
| Su-24   |         | ZSRR      | samolot bombowy                | Su-24M Su-24MR    | 29 6   | Wycofane w lutym 2012. |
| Su-17   |         | ZSRR      | samolot szturmowy              | Su-17M4           |        | Odziedziczone po ZSRR. Wycofane w latach 1990. |
| MiG-21  |         | ZSRR      | samolot myśliwski              |                   |        | Odziedziczone po ZSRR. Wycofane w latach 1990. |
| MiG-23  |         | ZSRR      | samolot myśliwski              | MiG-23MŁ/UB       | ~33    | Odziedziczone po ZSRR. Wycofane w latach 1990. |
| MiG-25  |         | ZSRR      | samolot myśliwski rozpoznawczy | MiG-25BN MiG-25RB | ~50    | Zwrócone Rosji. |
| An-2    |         | ZSRR      | samolot transportowy           |                   | ~10    | Odziedziczone po ZSRR. Zezłomowane lub składowane w Kukaviaczynie koło Witebska. |
| Mi-2    |         | Polska    | lekki śmigłowiec               |                   | ~24    | Odziedziczone po ZSRR. Zezłomowane lub składowane w Kukaviaczynie koło Witebska. |
| Mi-26   |         | ZSRR      | Śmigłowiec wielozadaniowy      | Mi-26             | 4      | Od wielu lat uziemione i nieużywane. Wycofane ze służby w ramach reformy sił zbrojnych Białorusi. |